# Ольховка (Тюменская область)
Ольховка — упразднённый посёлок в Заводоуковском районе Тюменской области. Входил в состав Новозаимского сельского поселения. В 2008 году исключен из учётных данных, в связи с прекращением существования.

## География
Располагалась у обгонного пункта Ольховский на линии Вагай — Тюмень Свердловской железной дороги, на расстоянии примерно 8 километров (по прямой) к востоку от села Новая Заимка.

## Население
| 1989 | 2002 |
| ---- | ---- |
| 60   | ↘12  |

### Национальный состав
Согласно результатам переписи 2002 года, в национальной структуре населения русские составляли 75 %.